# 碧姬公主

碧姬公主的徽章在很多游戏中都被用来代表她。

碧姬公主（中国大陆旧译、，香港旧译）是任天堂著名遊戲系列瑪利歐系列中的重要角色。她由宮本茂親自設計出来，名字中的“Peach”源自宫本茂最喜欢的水果——桃子。碧姬公主是遊戲中虛構的蘑菇王國的公主，也是王國的统治者。她作為瑪利歐系列的女主角，在遊戲中常作為马力欧的情侶出現，一般瑪利歐遊戲中，碧姬公主穿著粉紅色長裙，但在一些遊戲當中，碧姬公主也會更換服裝，例如在一些運動遊戲中，她會改成運動服。在任天堂明星大亂鬥系列中，她的裙子改用較精緻的設計（胸針、下裙使金箔點綴；裙子下緣則使用蕾絲裝飾）

## 歷史
在1985年发售的《超级马力欧兄弟》中，碧姬公主首次亮相。在1988年发售的《超级马力欧兄弟USA》中，碧姬公主首次成为可操控角色。在1990年於LCD手錶遊戲平台Nelsonic Game Watch發售的《Princess Toadstool's Castle Run》中，碧姬公主首次担当游戏主角。在2005年发售的《超級碧姬公主》中，碧姬公主再次担当游戏主角。在2013年發售的《超級瑪利歐3D世界》和2023年發售的《超級瑪利歐兄弟 驚奇》中再次成为可操控角色。在2024年發售的《碧姬公主 表演時刻！》，是碧姬公主第三次担当游戏主角。
碧姬公主最初在西方的英文名稱译作“Princess Toadstool”，在1993年的《耀西的旅行》（Yoshi's Safari）中首次使用“Peach”，但之后的《超级马力欧RPG》中又重新用回“Princess Toadstool”，从1996年的《超级马力欧64》开始“Peach”的名字广为人知，但之后的作品中依然交替使用两个名字。

## 角色資訊

### 外觀
碧姬公主是一位高挑的年輕女性，有著長長的金髮、白皙的皮膚和水藍色眼睛，周圍有六根睫毛（在其他藝術品中為三或四根）和細細的眉毛。她有一張橢圓形的臉，尖下巴，三角形的鼻子和豐滿的粉紅色嘴唇，她的頭髮在前額中央有一個愛心形的劉海，兩排頭髮在腦後翻開，兩道分叉的鬢角勾勒出她的臉龐。由於她輕盈苗條的身材，在瑪利歐賽車系列等各種遊戲中，她被歸類為比瑪利歐或路易吉更輕的體重，儘管她比他們高。
碧姬公主通常穿一件粉紅色長裙，袖子蓬鬆，腰部有洋紅色裙撐，高領，下擺有同色褶邊。大多數遊戲都在她的禮服下穿了一件白色襯裙。從《超級瑪利歐兄弟》到《瑪利歐賽車Advance》，她的裙子在腰間繫了一條帶子而不是裙撐，膝蓋以下呈洋紅色。碧姬公主頭戴鑲有紅色和藍色寶石的金色皇冠，戴著圓形藍色耳環，胸前別著一枚橢圓形藍色胸針。她戴著長長的白色歌劇手套和紅色高跟鞋。她的裙子在最近的《任天堂明星大亂鬥 特別版》中設計得更為精美，但其他方面是一樣的；自《任天堂明星大亂鬥DX》成為可選用角色後也讓她的比例發生了細微的變化，例如頭部的大小和睫毛的厚度。
碧姬公主一直穿著各種服裝，最常見的是在體育比賽中。在《瑪利歐高爾夫64》和《瑪利歐網球64》中，碧姬公主的運動制服只是她平時穿著的短款無袖版。然而，從任天堂GameCube的瑪利歐體育遊戲系列開始，她的穿著開始變得更加多樣化。在《瑪利歐高爾夫 家庭巡迴》和《瑪利歐網球GC》中，她穿的衣服是無袖迷你裙。在《瑪利歐籃球 3對3鬥牛賽》、《瑪利歐棒球比賽》和《瑪利歐綜合運動》等其他系列中，她的裝備是背心和短褲。她在一些遊戲中獲得了不同的運動服裝，例如《瑪利歐與音速小子在東京2020奧運會》上，她穿著不同的衣服來適應每項運動，從衝浪服到騎師服裝再到緊身連衣褲，在瑪利歐足球比賽中，她穿著盔甲以適應比賽的更多物理性質。
在《任天堂明星大亂鬥》系列中，碧姬公主有幾種不同的顏色，通常會更換她的衣服，但她從《任天堂明星大亂鬥DX》到《任天堂明星大亂鬥3DS/Wii U》中使用了黛西公主調色板，甚至可以改變她的頭髮顏色和膚色。在《任天堂明星大亂鬥 特別版》中，黛西公主成為可選用角色，是碧姬公主的衍生鬥士。

### 性格
碧姬公主甜美善良、彬彬有禮、樂觀向上，同時又優雅又善於交際，越來越多的形象進一步展現了她的聰明和冒險精神。
很大程度上是因為她被綁架的頻率，她一直是整個系列中連續不斷的笑話，其中有幾個角色提到了她被綁架的頻率。甚至碧姬公主自己也將她在《新超級瑪利歐兄弟Wii》中的綁架稱為“最近的綁架”。但是，雖然碧姬公主通常被認為是典型的電子遊戲遇險少女，但她經常表現出積極對抗綁架者，例如在《超級瑪利歐世界》的最後一戰中向瑪利歐扔超級蘑菇，在《超級瑪利歐銀河》和《紙片瑪利歐》系列等遊戲中偷偷摸摸地尋找能量提升和/或信息發送給瑪利歐，甚至試圖逃離她在《超級瑪利歐3D樂園》中的禁閉。
雖然碧姬公主偶爾看起來很天真，但她通常頭腦冷靜，知道什麼時候負責，並且比她周圍的人表現出更多的常識和觀察力。
她也有活潑的一面，這在她的喜劇形像中表現得尤為出色。除了運動，碧姬公主還喜歡國標舞、電子遊戲和園藝，似乎喜歡探索和嘗試新事物。
儘管在大多數遊戲中她通常被描繪成善良、善於交際和慷慨大方，但在《超級瑪利歐激戰前鋒》及之後的遊戲系列作中，碧姬公主確實表現出了稍微傲慢和任性的一面，包括她向她的一名隊友發脾氣，並最終跳上跳下，如果對方球隊得分，顯然會發脾氣。

### 能力
像其他瑪利歐角色一樣，碧姬公主可以跳躍和臀部撞地；她還打對手耳光，這是她的專長，而不是拳打腳踢。雖然身體不是很強壯，但她在技術和技能上彌補了這一點，許多遊戲也顯示出她的速度和敏捷性。她也被證明非常優雅，經常用優雅的動作、旋轉和舞蹈來裝飾攻擊和勝利場景。隨著《超級瑪利歐3D世界》的發布，碧姬公主能夠使用如火之花、超級楓葉、超級鈴鐺和雙櫻桃等道具，以及其他道具。她還擁有獨一無二的能力通過她的裙子漂浮在半空中，第一次出現在《超級瑪利歐兄弟USA》中，而在《任天堂明星大亂鬥DX》和《超級碧姬公主》中也可以使用她的遮陽傘來達到同樣的效果。這種能力在《超級瑪利歐3D世界》和《任天堂明星大亂鬥X》之後續作中回歸；在前者中，還透露了碧姬公主即使沒有穿裙子也能滑翔。在《新超級瑪利歐兄弟》、《新超級瑪利歐兄弟Wii》、《新超級瑪利歐兄弟2》和《超級瑪利歐3D世界》中，她還展示了從相當高的高度放慢下降速度。

## 樂高超級瑪利歐
在2022年3月10日的瑪利歐日（Mar10 Day），樂高超級瑪利歐系列宣布了一個樂高碧姬公主模型。它於2022年8月1日發布。

## 超級瑪利歐兄弟電影版
碧姬公主在《超級瑪利歐兄弟電影版》中作為女主角出現。她在英文版中由安雅·泰勒-喬伊配音，在日文版中由志田有彩配音。她在她的城堡中掌管著蘑菇王國，並在瑪利歐和奇諾比奧的幫助下進行了一場冒險，以擊敗庫巴並阻止他接管世界。她的裙子比她在電子遊戲中的角色更精緻，她的皇冠和珠寶看起來更逼真。此外，她的眉毛更長。她出現在她的正常禮服和她在《瑪利歐賽車Wii》中首次亮相的騎士服裝中，並且被看到揮舞著一把斧頭。她的火焰形態也出現了。
這部電影給了她比之前在遊戲中提到的更多的背景故事，正如她見到另一個人的興奮所預示的那樣。當碧姬公主、瑪利歐和奇諾比奧在一片火之花叢中露營時，她解釋說她小時候是通過管道流浪到蘑菇王國的，幸運地遇到了奇諾比奧，他們收留了她並將她撫養長大他們自己的，最終加冕她為他們的公主。瑪利歐暗示她可能和他來自同一個世界，她笑著回答說有一個巨大的宇宙有很多星系，這讓她的真正起源變得模棱兩可。
在古董店可以看到碧姬公主的肖像，她出現在她給《超級瑪利歐兄弟3》中瑪利歐的信中。